# Bruceville-Eddy, Texas
Bruceville-Eddy là một thành phố thuộc quận McLennan, tiểu bang Texas, Hoa Kỳ. Năm 2010, dân số của xã này là 1475 người.

## Dân số
- Dân số năm 2000: 1490 người.
- Dân số năm 2010: 1475 người.